# مهدی صلحی
میرزا مهدی خان صلحی (ملقب به منتظم‌الحکماء) موسیقی‌دان و پزشک ایرانی بود. وی از شاگردان میرزا عبدالله فراهانی بود و در نواختن سه‌تار چیره‌دست بود. شاگردان میرزا عبدلله پس از درگذشت استاد او را جانشین وی دانستند. وی همنشینی دیرپایی با مهدی‌قلی هدایت (مخبرالسلطنه) داشت و مخبرالسلطنه تمام دستگاه‌های موسیقی ایرانی را به روایت او به خط موسیقی فرنگی نگاشت. این کار که هفت سال طول کشید امروزه یکی از جامع‌ترین منابع موسیقی ایرانی و ردیف میرزاعبدلله است.
وی پزشکی حاذق بود و در مطب خود بیماران را معالجه می‌نمود و عصرها را به تدریس موسیقی اختصاص داده‌بود. از شاگردان وی می‌توان به محمد ایرانی مجرد، اسماعیل قهرمانی، و عبدالله دادور (قوام السلطان) اشاره کرد.